# Gare d'Évry-Val-de-Seine
Pour les articles homonymes, voir Gare d'Évry.
La gare d'Évry-Val-de-Seine (ancien nom gare d'Évry-Petit Bourg) est une gare ferroviaire française de la ligne de Villeneuve-Saint-Georges à Montargis, située sur le territoire de la commune d'Évry-Courcouronnes, dans le département de l'Essonne en région Île-de-France. Située non loin des bords de Seine, elle dessert les quartiers plus anciens d'Évry, dont la partie « ville nouvelle » est accessible à la gare d'Évry-Courcouronnes.
La station d'Évry est mise en service par la Compagnie du chemin de fer de Paris à Orléans le 17 septembre 1840 lors de l'ouverture de sa ligne de Paris à Corbeil. C'est aujourd'hui une gare de la Société nationale des chemins de fer français (SNCF) desservie par les trains de la ligne D du RER. Elle se situe à une distance d'environ 30 km de Paris-Gare-de-Lyon.

## Situation ferroviaire
La gare d'Évry-Val-de-Seine, établie à 45 mètres d'altitude, est située au point kilométrique (PK) 29,476 de la ligne de Villeneuve-Saint-Georges à Montargis, entre les gares de Grand Bourg et de Corbeil-Essonnes.

## Histoire

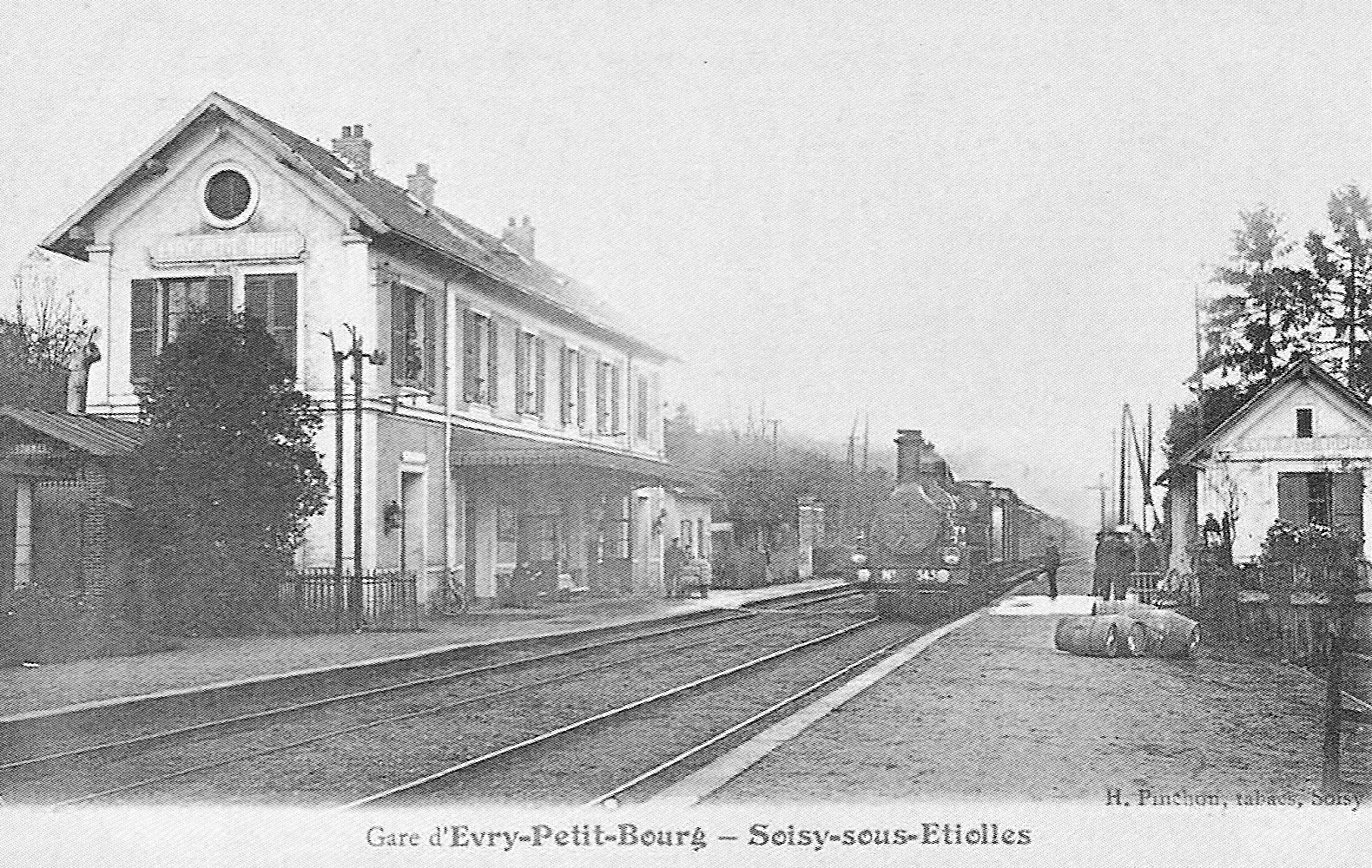
Vue de l'intérieur de la gare au début du XXe siècle.

La station d'Évry est mise en service par la Compagnie du chemin de fer de Paris à Orléans lors de l'ouverture au service commercial de sa ligne de Paris à Corbeil le 17 septembre 1840.
C'est dans cette gare que les résistants Missak Manouchian et Joseph Epstein furent arrêtés par la police allemande le 16 novembre 1943.
Lors de l'inauguration du pôle intermodal d'Évry-Courcouronnes le 23 mars 2009, l'annonce officielle du changement de nom de deux des trois gares de la ville d'Évry a été faite : « La gare d'Évry-Courcouronnes s'appellera désormais Évry-Centre et la gare d'Évry s'appellera Évry-Val-de-Seine ». Ce changement était attendu tant la confusion et les erreurs étaient nombreuses entre les deux gares qui ne sont pas sur le même tronçon de la ligne. Beaucoup de voyageurs sont descendus à la petite gare d'Évry en pensant être à la gare d'Évry-Courcouronnes. Le renommage de la gare s’effectue progressivement. Une première étape est l'annonce de cette gare avec son nom définitif par le Système d'information voyageurs embarqué. Depuis le mois de septembre 2009, la gare annoncée est Évry-Val-de-Seine.

## Fréquentation
De 2015 à 2022, selon les estimations de la SNCF, la fréquentation annuelle de la gare s'élève aux nombres indiqués dans le tableau ci-dessous.
| Année     | 2015      | 2016      | 2017    | 2018    | 2019    | 2020    | 2021    | 2022    |
| --------- | --------- | --------- | ------- | ------- | ------- | ------- | ------- | ------- |
| Voyageurs | 1 045 105 | 1 020 954 | 996 434 | 952 220 | 914 295 | 416 528 | 587 153 | 755 215 |

## Service des voyageurs

### Accueil

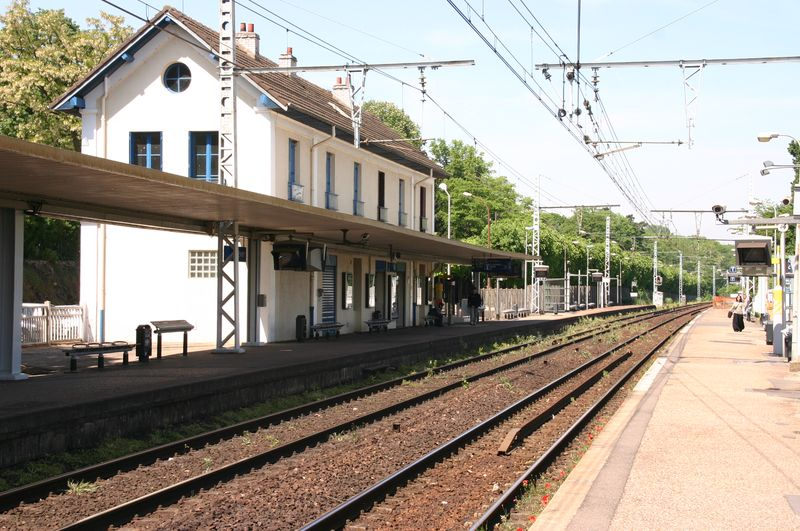
À gauche : voie 2 vers Juvisy/Paris ; à droite : voie 1 vers Corbeil.

Gare SNCF du réseau Transilien, elle dispose d'un personnel permanent et d'un bâtiment voyageurs ouvert tous les jours. Elle est notamment équipée d'automates pour la vente des titres de transport (Transilien et Navigo), du « système d'information sur les circulations en temps réel » et de divers aménagements pour les personnes à mobilité réduite.

### Desserte
La gare est desservie par les trains de la ligne D du RER.

### Intermodalité
Un parking pour les véhicules est disponible par la sortie située au nord de la gare. La gare est desservie par les lignes 4204, 4217, 4232 et 4272 du réseau de bus Évry Centre Essonne et par la ligne 3703 du réseau de bus de Sénart.

## Galerie de photographies

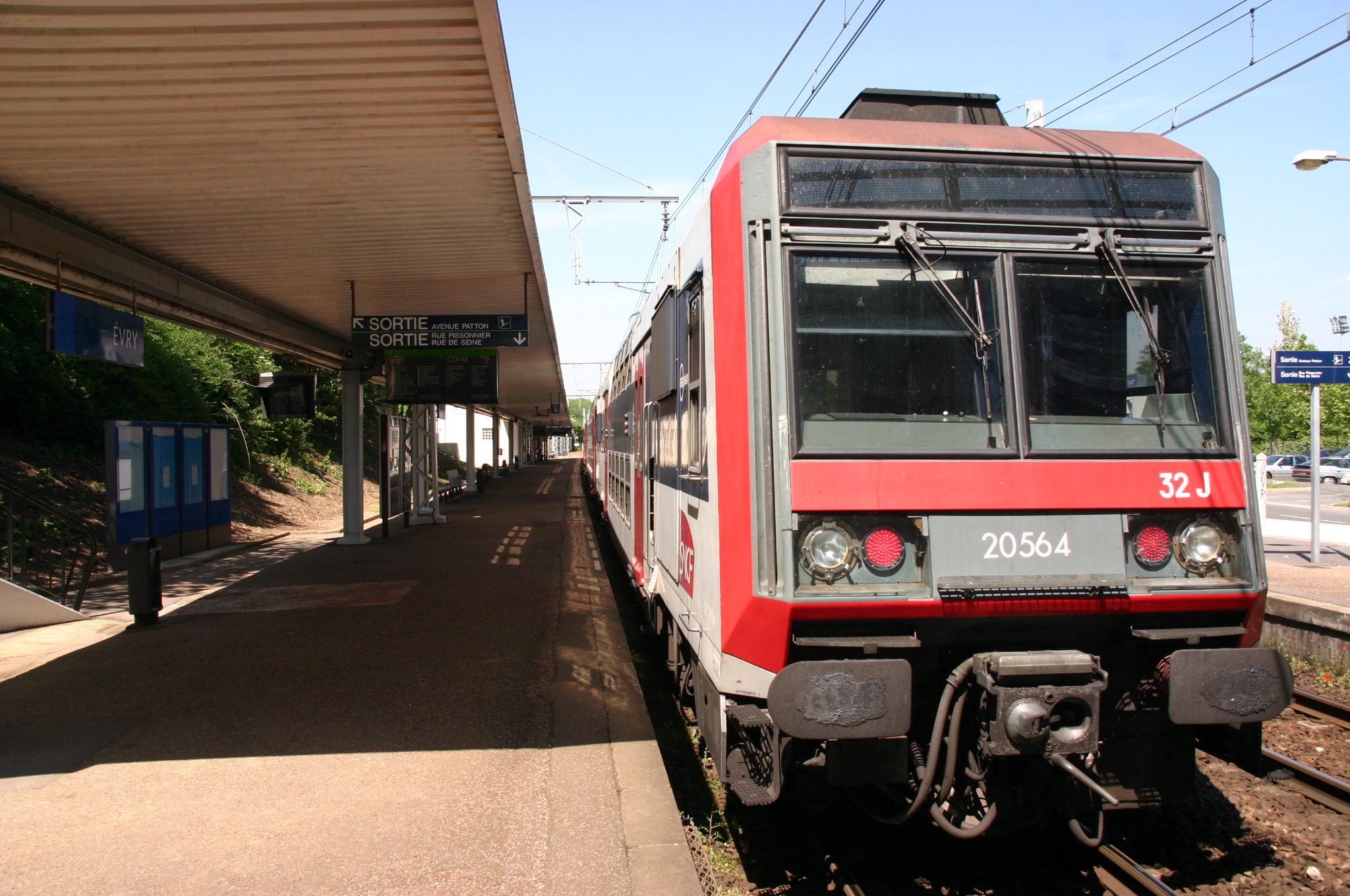
Une rame Z 20500 en gare.
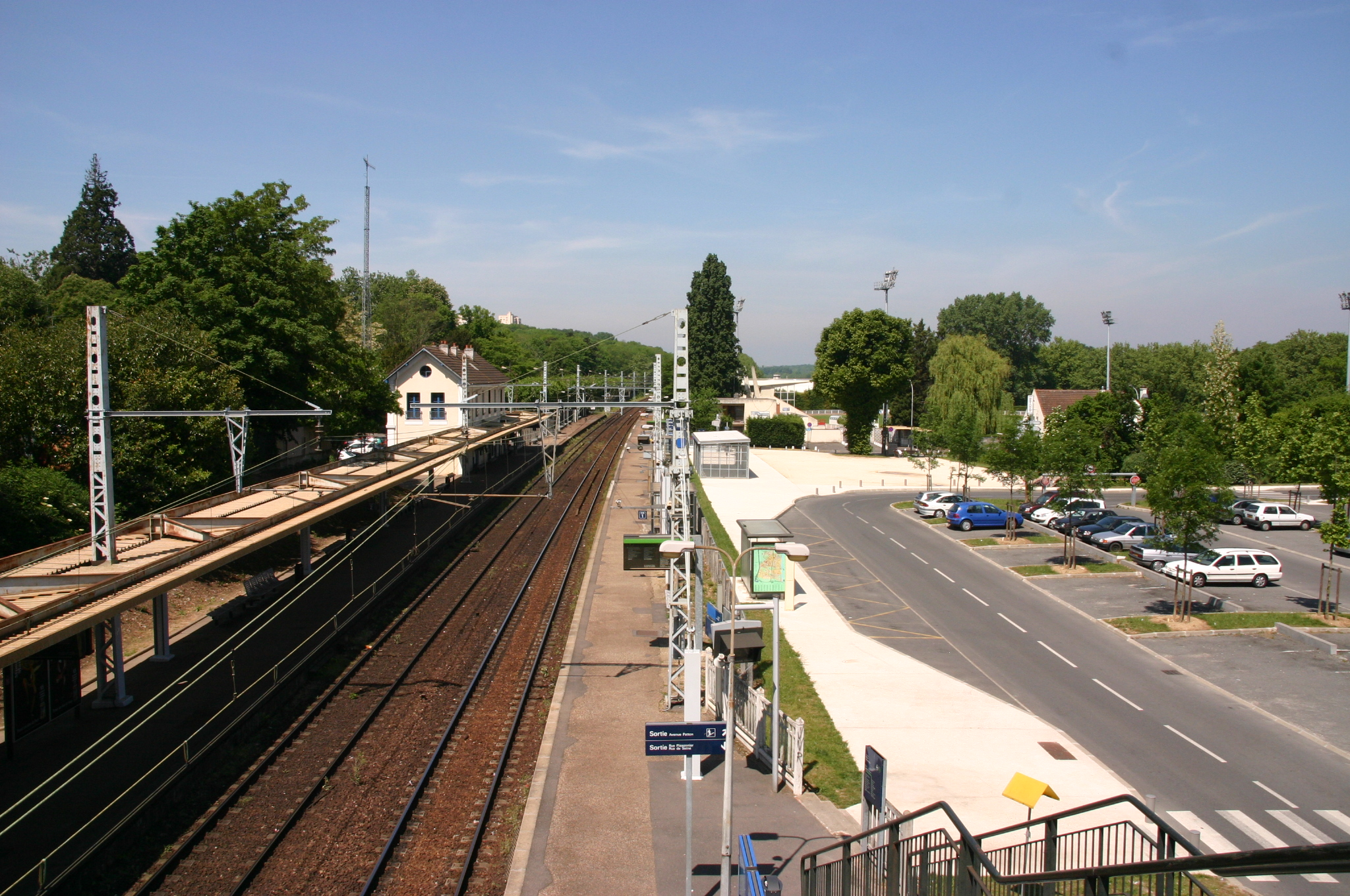
Vue de la gare et de sa sortie nord.
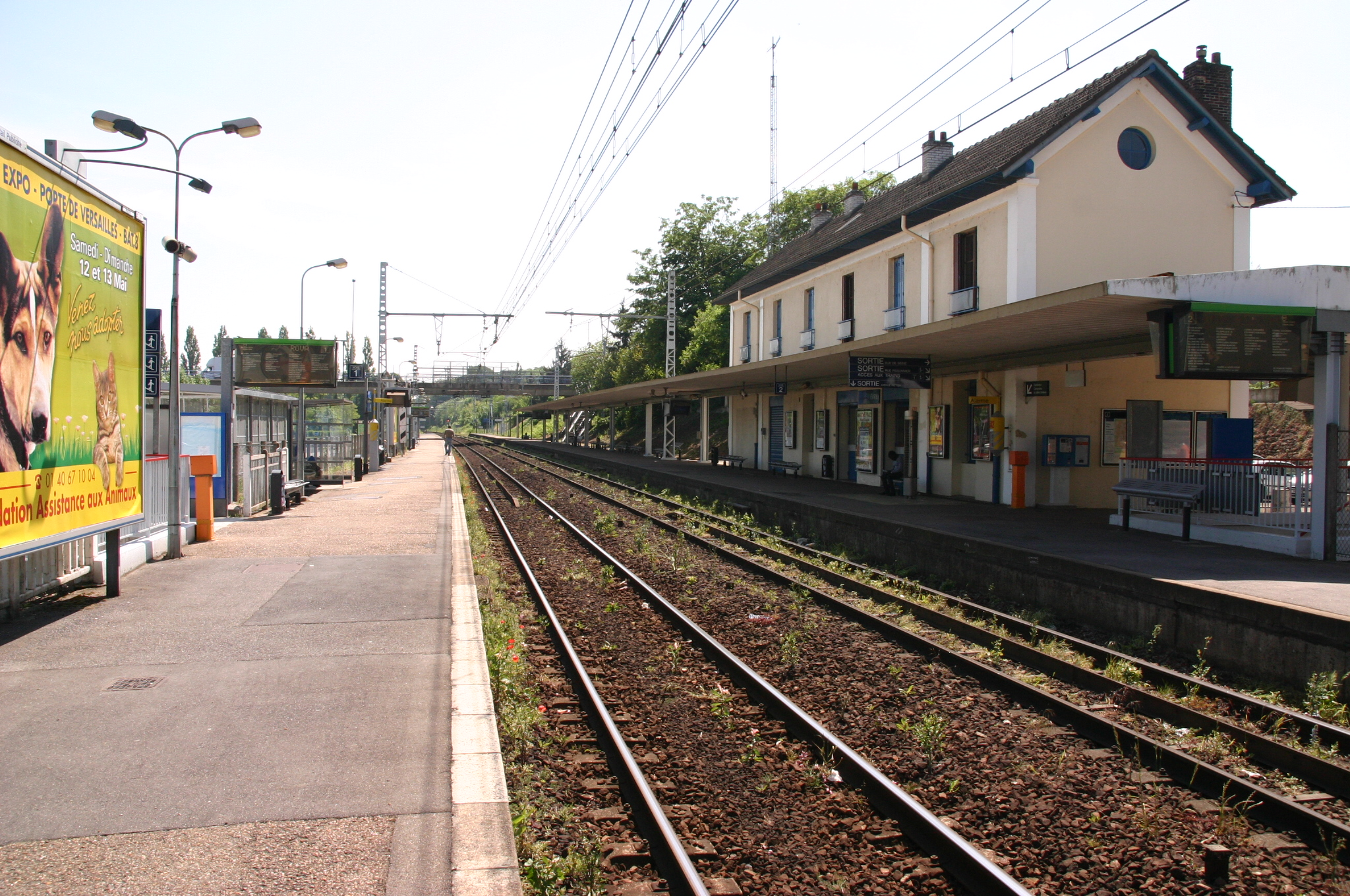
Voies, quais et bâtiment voyageurs.
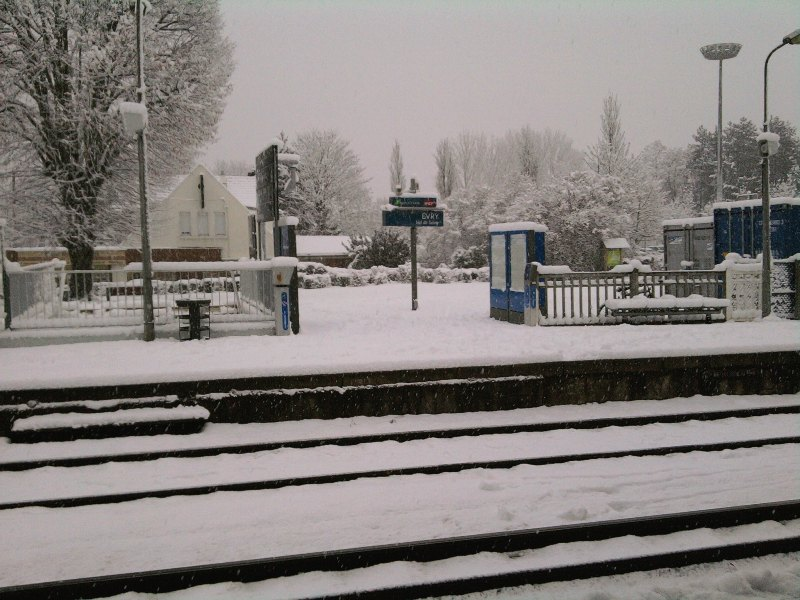
La gare sous la neige, en décembre 2010. Vue sur la voie 1.
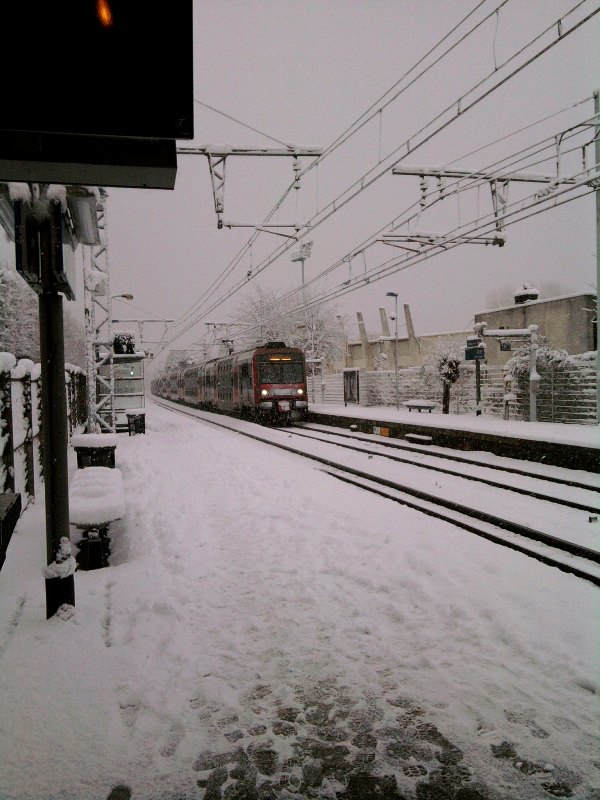
Un train en provenance de Paris arrive voie 1 sous la neige.